# Olaf Lange
Olaf Lange (Berlino, 30 marzo 1972) è un allenatore di pallacanestro tedesco.

## Carriera
Ha guidato la Russia ai Campionati europei del 2019.